# Josep Sucarrats i Miró

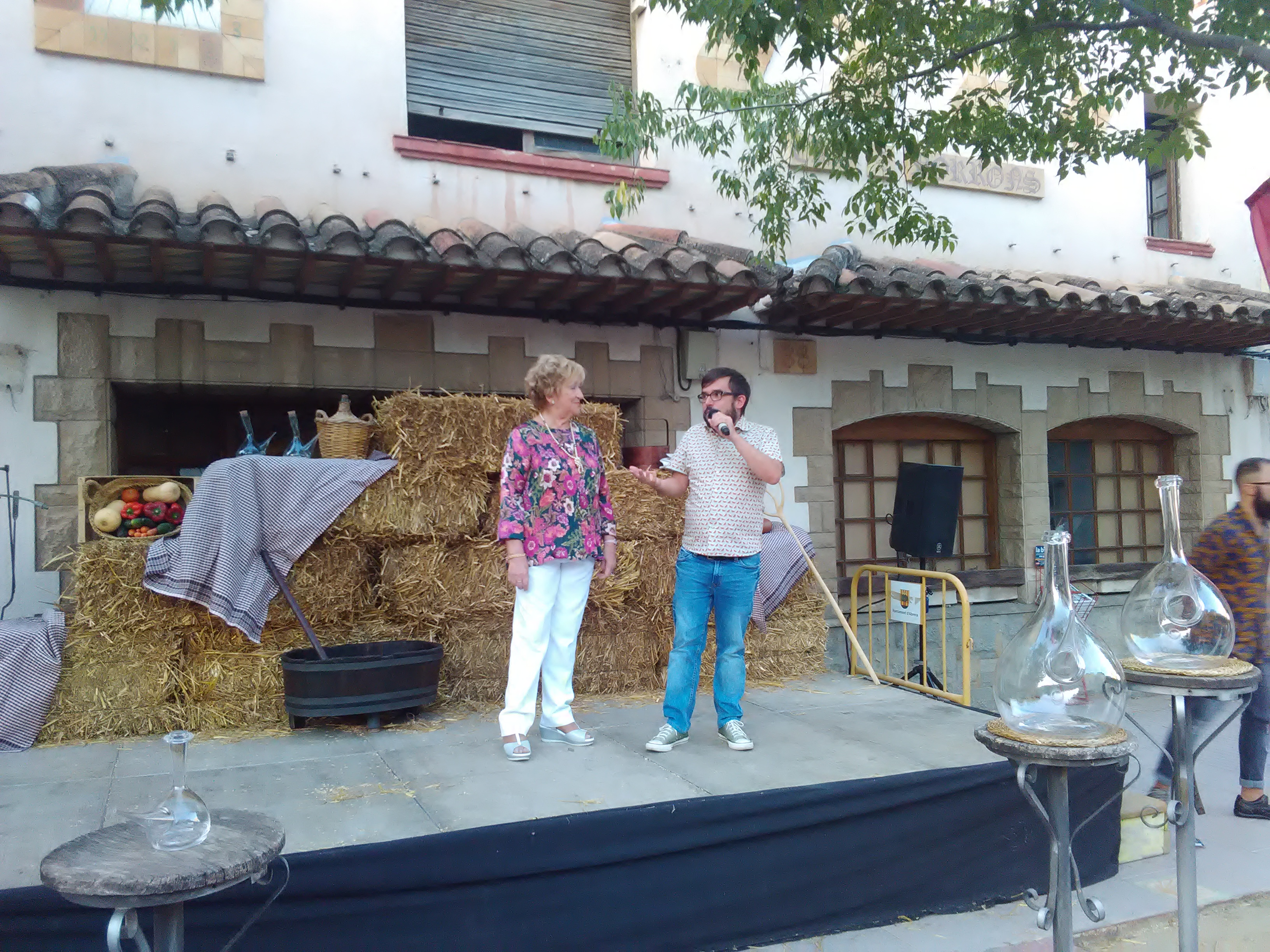
Josep Sucarrats i la cuinera Joaquima Bou inauguren la I Fira gastronòmica dels porrons d'Abrera (2018).

Josep Sucarrats i Miró (Abrera, 28 de febrer de 1975) és un periodista català especialitzat en gastronomia.

## Biografia
Josep Sucarrats nasqué a Abrera en una família pagesa molt arrelada al poble, Cal Garrigosa. És el segon de tres germans. Els estudis primaris els feu a l'Escola Cooperativa El Puig, i els secundaris a l'IES El Cairat, d'Esparreguera. El 1997 es llicencià en comunicació audiovisual a la Universitat Pompeu Fabra (UPF) de Barcelona.
Des del 2006 al 2021, dirigeix la revista gastronòmica Cuina, que és líder en el seu sector a Catalunya, i també col·labora o ha col·laborat en diversos altres mitjans, com les revistes Sàpiens, Descobrir Catalunya i Time Out Barcelona, el diari Ara, el Regió 7, Catalunya Ràdio, COM Ràdio, TV3, BTV, el blog gastronomistas.com Arxivat 2015-12-10 a Wayback Machine., les publicacions d'Unió de Pagesos, etc. Ha estat professor a la Universitat de Vic.
Ha escrit en col·laboració un parell de guies de viatges dedicades a les repúbliques bàltiques (2005) i a Budapest (2008), el llibre Oli. Un luxe del rebost d'Olesa de Montserrat (2009), del que en fou coordinador, i sobretot els llibres Històries de la Barcelona gormanda (2014, amb Sergi Martín) i Teoria i pràctica del vermut (2015, amb Miquel Àngel Vaquer i Sergi Martín), amb el que ha contribuït a la recuperació del vermut com la beguda dels aperitius a Catalunya que ha estat sempre.
Des del 2005 i fins al 2016, Josep Sucarrats també ha estat secretari de la 1001 associació catalana de tintinaires (abans anomenada TintinCat).
El 2020 publicà Mercats, un món per descobrir, un llibre infantil per explicar com són els mercats d'arreu del món, il·lustrat per Miranda Sofroniou, i que la Biblioteca Pública de Nova York ha inclòs a la llista dels millors llibres infantils en castellà de 2020.
A finals del 2020 creà la revista Arrels. El món que torna, pensada per recuperar i fomentar els productes, els oficis, les formes de vida tradicionals, i que dirigeix.